# Beautor
Beautor ist eine französische Gemeinde mit 2.625 (Stand: 1. Januar 2022) im Département Aisne in der Region Hauts-de-France. Sie gehört zum Arrondissement Laon und zum Kanton Tergnier. Die Bewohner werden Beautorois und Beautoroises genannt.

## Geografie
Die Gemeinde Beautor liegt am Fluss Oise und am Canal de la Sambre à l’Oise. Umgeben ist Beautor von den Nachbargemeinden Travecy im Norden und Nordosten, La Fère im Nordosten und Osten, Andelain im Südosten, Deuillet im Südosten und Süden, Servais im Süden, Amigny-Rouy im Südwesten sowie Tergnier im Westen. 

## Bevölkerungsentwicklung
| Jahr                       | 1962 | 1968 | 1975 | 1982 | 1990 | 1999 | 2006 | 2012 | 2021 |
| -------------------------- | ---- | ---- | ---- | ---- | ---- | ---- | ---- | ---- | ---- |
| Einwohner                  | 3326 | 3870 | 3595 | 3323 | 3114 | 2977 | 2716 | 2675 | 2672 |
| Quellen: Cassini und INSEE |      |      |      |      |      |      |      |      |      |

## Sehenswürdigkeiten
- Kirche Saint-Quentin, nach dem Ersten Weltkrieg neu gebaut.

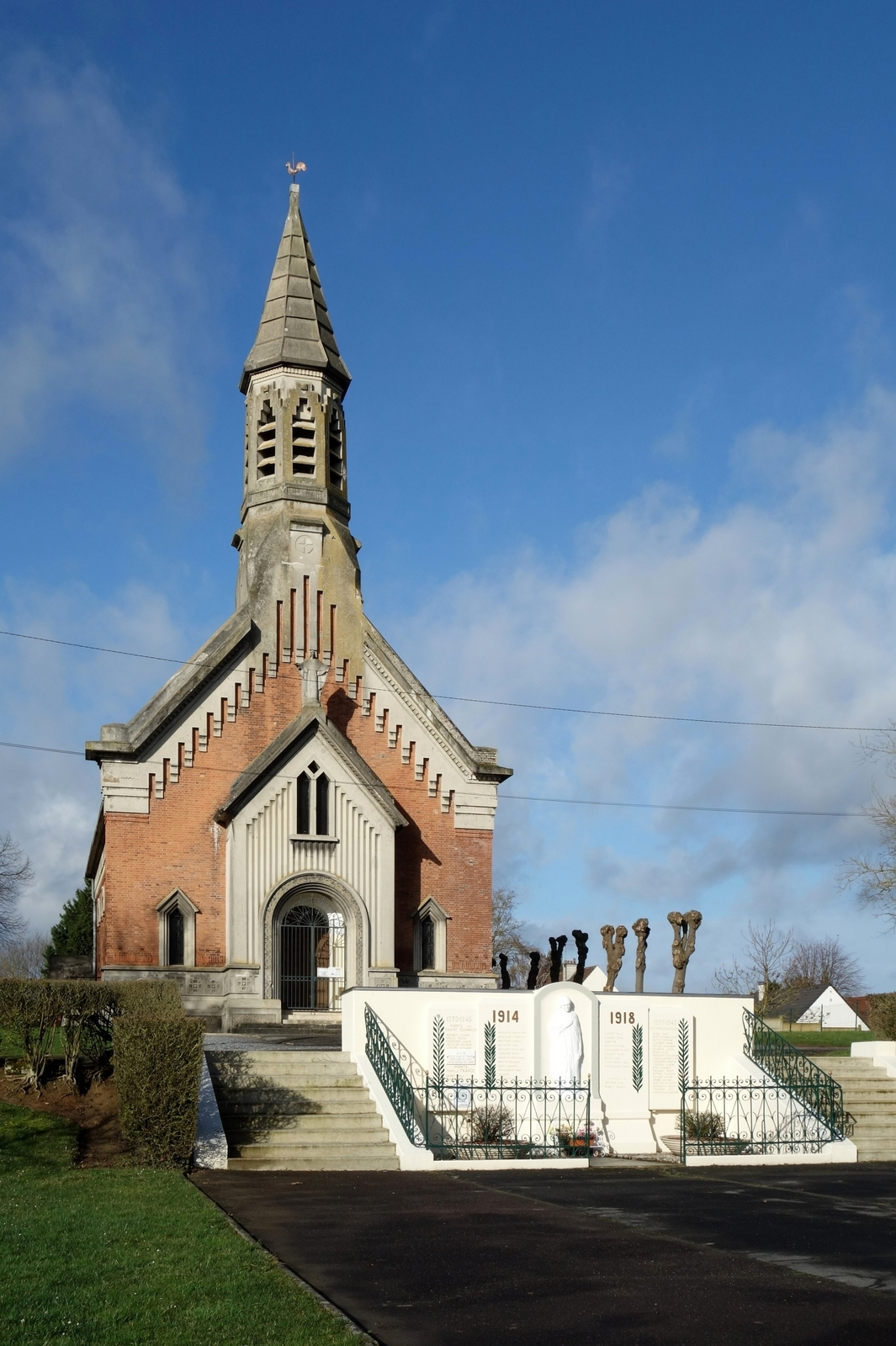
Kirche Saint-Quentin

## Persönlichkeiten
- Arnaud dos Santos (* 1945), ehemaliger Fußballspieler und -trainer, geboren in Beautor